# Руснак Олександр Васильович
Олекса́ндр Васи́льович Руснак — український правоохоронець та науковець, генерал-майор Служби безпеки України. Начальник Департаменту контррозвідки СБУ (з 11 вересня 2019 року до 29 листопада 2021 року). Доктор юридичних наук, професор.

## Життєпис
Народився 03.01.1980 року в м. Кіцмань Чернівецької області.
У 2000 році закінчив Донецький національний університет імені Василя Стуса.
У 2005 р. закінчив Національну академію Служби безпеки України.
З 2009 р. кандидат юридичних наук.
З 2021 р. доктор юридичних наук, професор .
10 грудня 2022 року президією Академії наук вищої школи України обраний академіком АН вищої школи України.

## Наукова діяльність
До призначення в СБУ працював доцентом кафедри управління суспільним розвитком Національної академії державного управління при Президентові України,.
Автор близько 100 наукових праць, серед яких 5 наукових статей, індексовані в Scopus та 1 — у Web of Science. Особисто та у складі авторських колективів підготував та опублікував 4 монографії (одна з яких підготовлена одноосібно), 2 частини до колективних монографій, які підготовлені англійською мовою, 2 словники тощо. Автор 9 навчальних посібників.
Член спеціалізованої вченої ради Національної академії СБ України (СРД 26.706.02).

## Нагороди
- 21 серпня 2014 року — за особисту мужність і героїзм, виявлені у захисті державного суверенітету та територіальної цілісності України, вірність військовій присязі під час російсько-української війни, відзначений — нагороджений орденом Данила Галицького.
- 24 серпня 2017 року — за особистий внесок у зміцнення обороноздатності Української держави, мужність і самовідданість, виявлені під час бойових дій, високий професіоналізм та зразкове виконання службових обов'язків, відзначений — нагороджений орденом «За мужність» III ступеня.
- 11 жовтня 2018 року — за вагомий особистий внесок у зміцнення обороноздатності Української держави, мужність, самовідданість і високий професіоналізм, виявлені під час бойових дій, зразкове виконання службових обов'язків, відзначений — нагороджений орденом «За мужність» II ступеня. Відзнака Президента України «За участь в антитерористичній операції» (за сумлінне ставлення до виконання службових обов'язків у районі проведення антитерористичної операції);
- відомчою відзнакою Служби безпеки України «Вогнепальна зброя».
- нагрудним знаком «Відзнака Служби безпеки України».
- нагрудним знаком Служби безпеки України «За відвагу».
- нагрудним знаком Служби безпеки України «За доблесть».